# ВЭПП-2М
ВЭПП-2М (Встречные Электрон-Позитронные Пучки) — электрон-позитронный коллайдер, работавший в Институте ядерной физики СО АН СССР в 1974—2000 годах.

## История
В 1970 году было принято решение о сооружении нового коллайдера на базе комплекса предшествующего коллайдера ВЭПП-2, с аналогичным диапазоном энергий, 180—670 МэВ в пучке, но на два порядка большей светимостью. Высокая светимость достигалась за счёт жёсткой фокусировки, и организации малой бета-функции в местах встречи. В 1973 году кольцо было собрано и получен первый пучок, с 1974 года началась работа на эксперименты по физике элементарных частиц. Кольцо ВЭПП-2 стало работать бустером электронных и позитронных пучков для ВЭПП-2М.
В 1989 году на ускорительном комплексе ВЭПП-2М на месте демонтированного ВЭПП-2 заработал новый жёсткофокусирующий бустер БЭП.
В 2000 году ВЭПП-2М был остановлен, чтобы на его месте собрать коллайдер следующего поколения, ВЭПП-2000.

## Описание
Накопитель ВЭПП-2М представлял собой сильнофокусирующий синхротрон, состоявший из 4-х арок, и 4-х прямолинейных промежутков. Два промежутка использовались для детекторов, один промежуток занимал ВЧ-резонатор. Инжекция частиц по однооборотной схеме с накоплением пучка происходила в вертикальной плоскости. Светимость коллайдера достигала 3×1030см−2с−1 и долгое время была рекордной в своей области энергий.

## Детекторы и результаты
На коллайдере в разное время работали детекторы ОЛЯ, НД, СНД, КМД, КМД-2.